# أغواسال
أغواسال (بالإسبانية: Aguasal) هي بلدية تقع في مقاطعة بلد الوليد، قشتالة وليون، إسبانيا.